# Râul Warta
Warta, cunoscut sub numele „râul Poloniei Mari (Wielkopolska)”,este un afluent al fluviului Oder. Având o lungime de aproximativ 808 km, este al 3-lea cel mai lung râu din Polonia. Warta are suprafața bazinului de 54,529 km2, fiinda navigabil din Kostrzyn nad Odrą până la Konin, aproximativ jumătate din lungimea lui. Este conectat la fluviul Vistula de către râul Noteć și de către Bydgoszcz Canal (Kanał Bydgoski) în apropiere de Bydgoszcz.

## Geografie
Izvorăște din podișul Cracovo-Częstochowian și curge prin Câmpia Poloniei Mari de Vest, prin Zona lacurilor Poloniei Mari, până la Valea Toruń-Eberswalde, varsându-se în cele din urmă în Odra. Râul provine din izvoarele carstice de lângă Kromołów, la est de Zawiercie, de la o altitudine de aproximativ 380 de metri, curgând din sud spre nord-vest dar schimbându-și în mod repetat direcția.
Secțiunile longitudinale ale văii râuiui sunt înguste, bine delimitate, iar cursul este în linie dreaptă. Cu toate acestea, în anumite părți transversale mai largi, râul meandrează lin și trece prin albia îngustă a unui fost râu. În cursul superior secționează zonele compuse din calcar, creând ziduri înalte și abrupte. Cel mai valoros dintre acestea este defileul Załęczański Przełom Warty, dar la fel de impresionante sunt și defileurile din zonele de șes, formate din depuneri glaciare, de exemplu Poznański Przełom Warty, inclus parțial în cadrul Parcului Național Wielkopolska.

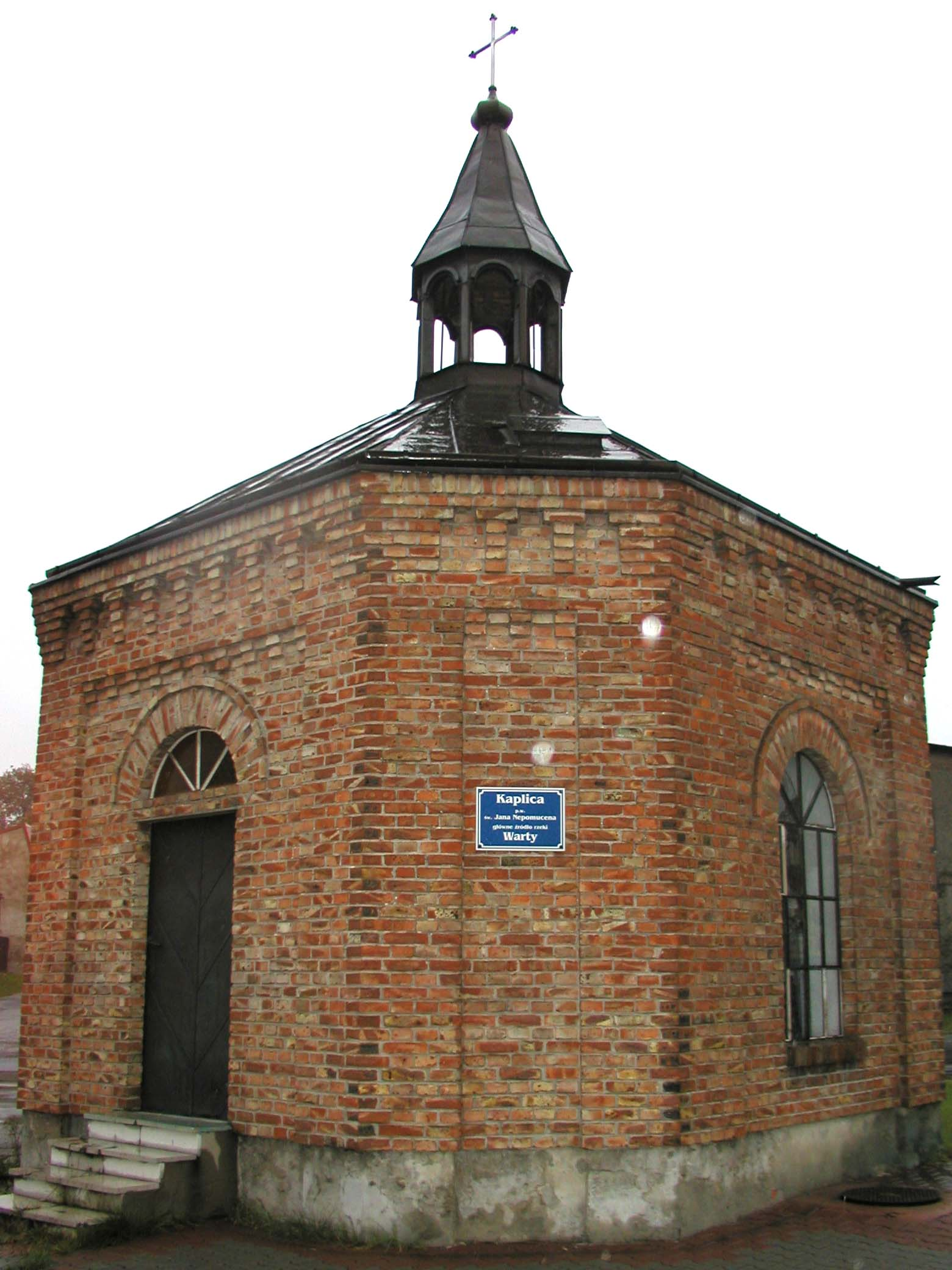
Capela la vărsarea râului Warta în Kromołów, Zawiercie

Înainte de vărsarea în Odra, Warta creează o întindere de apă de mică adâncime, refugiu pentru păsări, ce face parte din Parcul Național Ujście Warty. Multe părți ale câmpiei sunt protejate în cadrul parcurilor naturale (Załęczański, Międzyrzecza Warty, Międzyrzecza Widawki, Żerkowsko-Czeszewski, Sierakowski).
Warta este simbolul Poloniei Mari (Wielkopolska), iar în bazinul său s-au dezvoltat și cristalizat începuturile statului polonez. Nucleul statului a devenit ținutul dintre Gopło și cursul sudic al râului. În secolul al IX-lea, pe Ostrów Tumski (Insula Catedralei), între ramificațiile Wartei, a luat ființă o cetate în jurul căreia s-a dezvoltat cu timpul orașul Poznań. În secolul al X-lea, aceasta a fost cea mai puternică cetate din Polonia, scaun de domnie a lui Mieszko I. Tot aici a fost construită cea mai veche catedrală, după creștinarea Piaștilor, în 966.

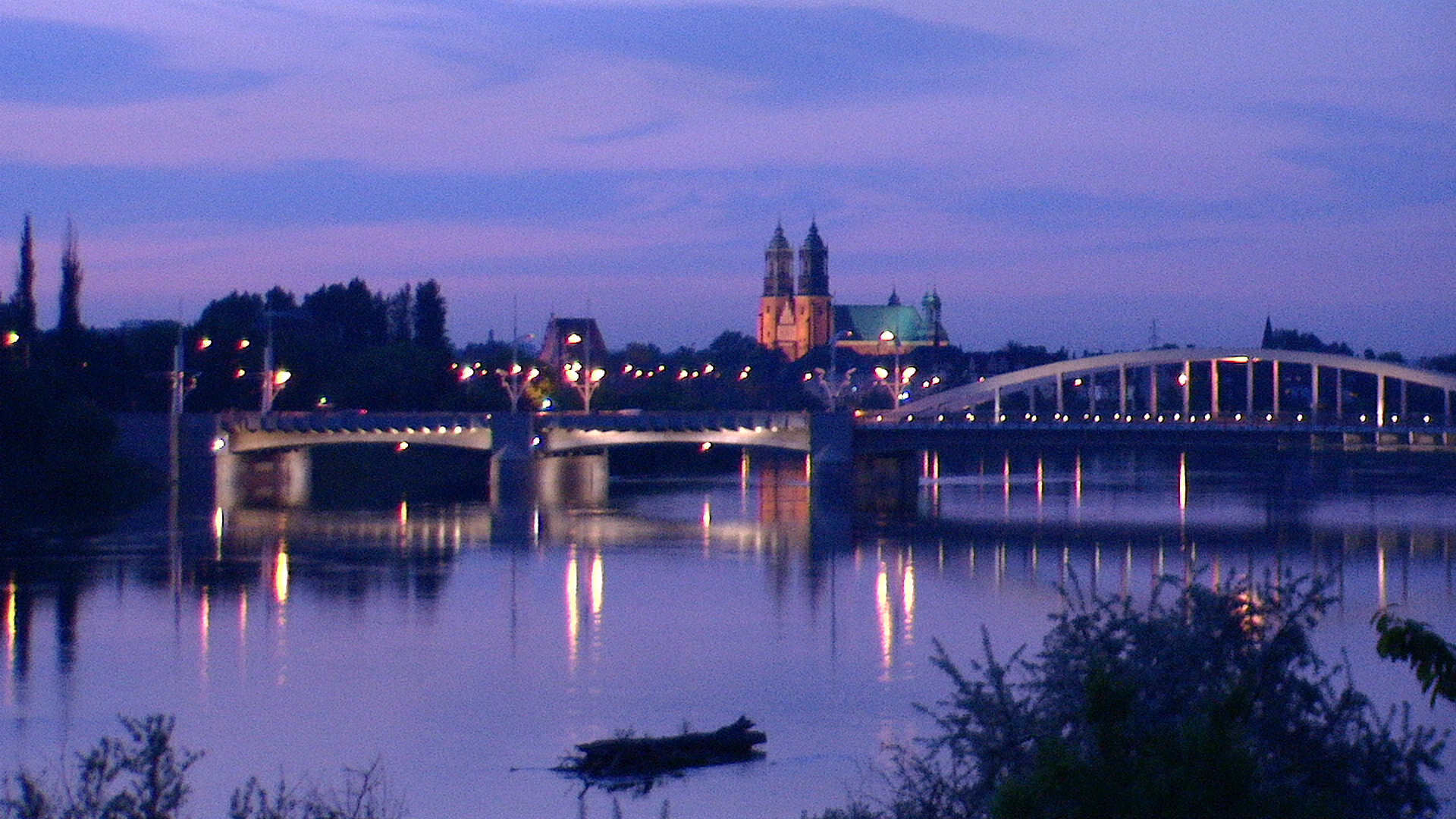
Râul Warta în Poznań

Cât de important este râul pentru istoria și pentru conștiința polonezilor o poate dovedi strofa imnului național: „Przejdziem Wisłę, prejdziem Wartę, będziem Polakami.” (Vom trece Vistula și Warta, vom deveni polonezi.)

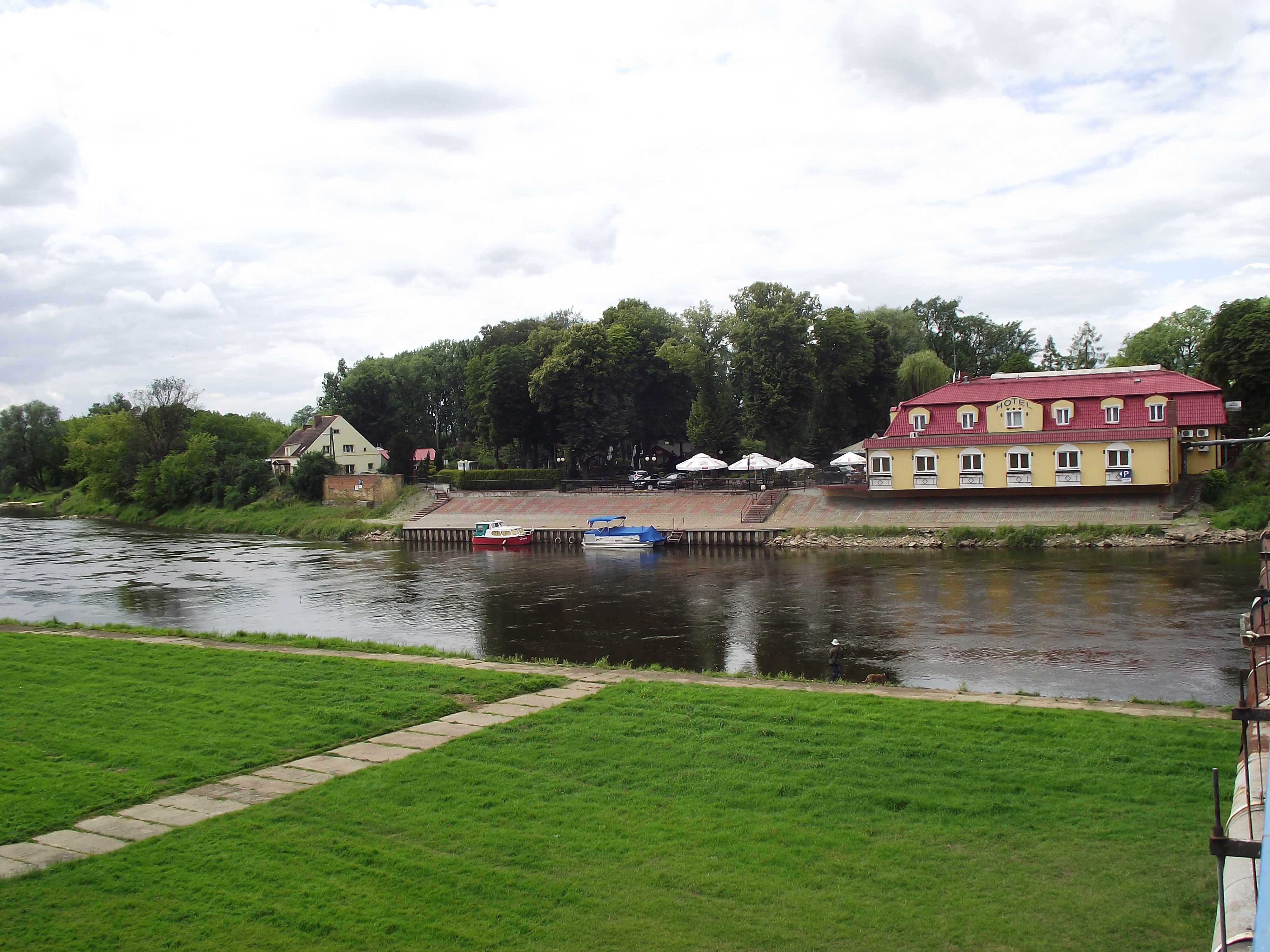
Râul Warta în Skwierzyna

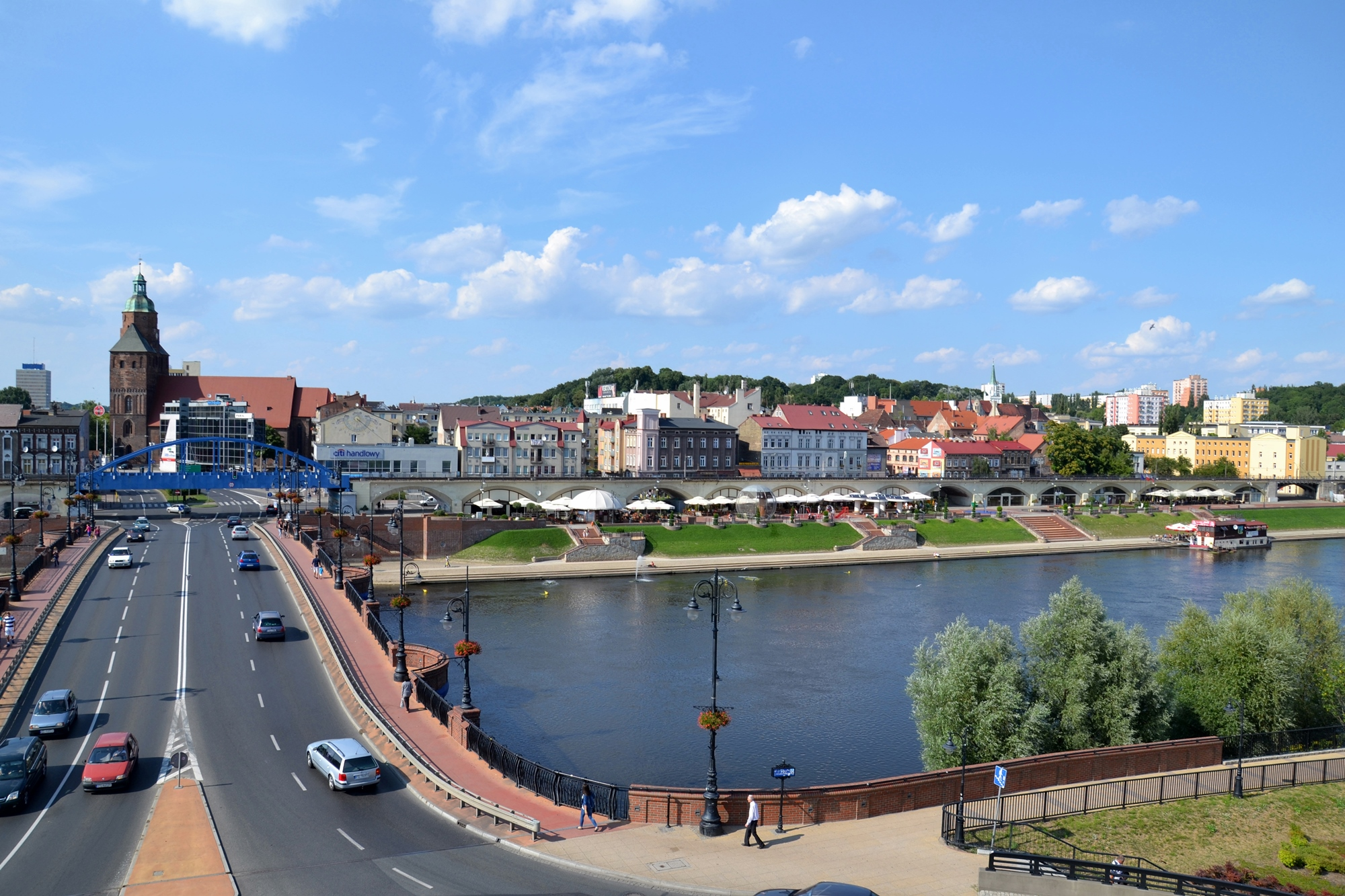
Râul Warta în Gorzów Wielkopolski

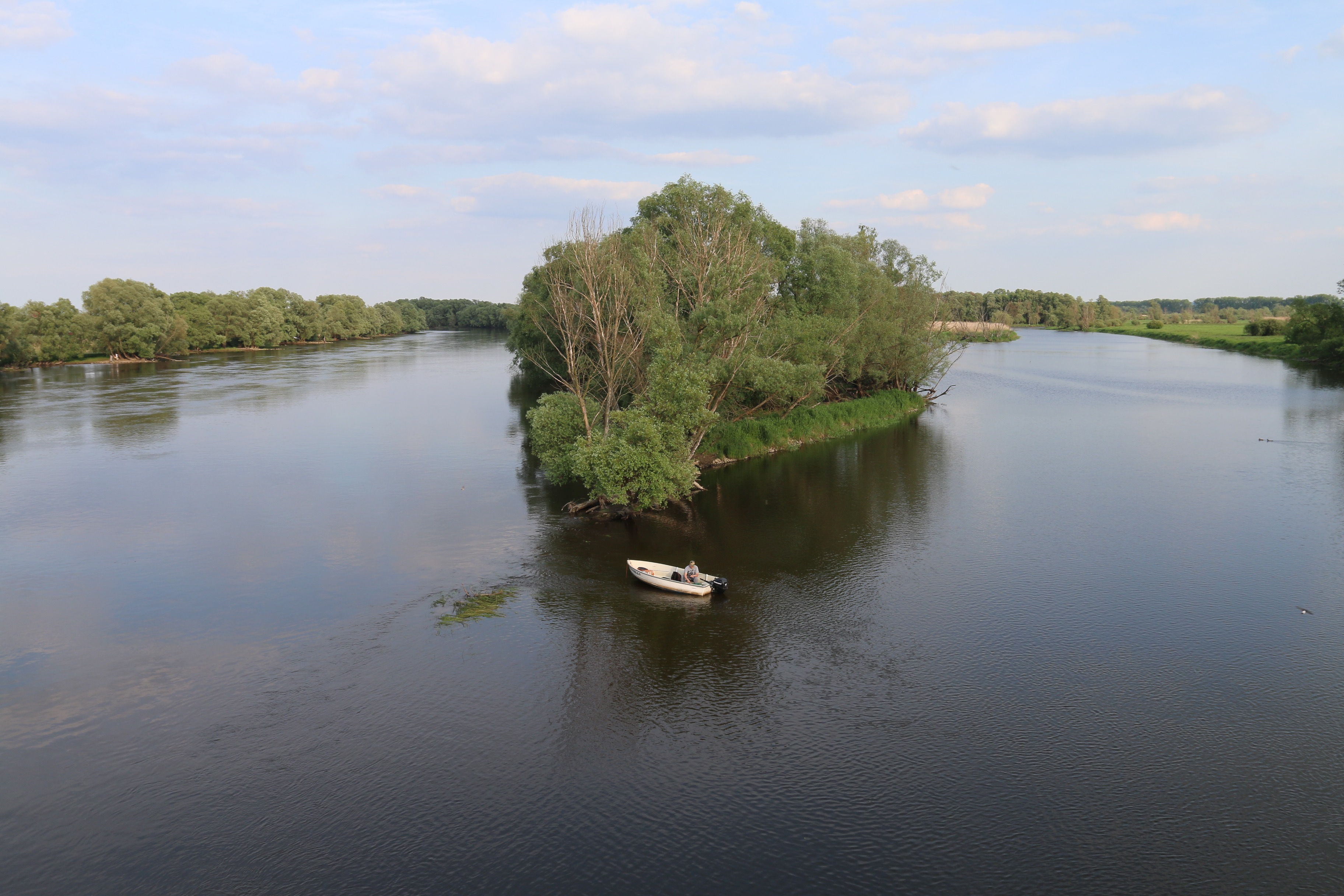
Râul Warta în apropiere de Kostrzyn nad Odrą

## Orașe traversate
- Zawiercie
- Myszków
- Częstochowa
- Działoszyn
- Sieradz
- Warta
- Uniejów
- Koło
- Konin
- Pyzdry
- Śrem
- Mosina
- Puszczykowo
- Luboń
- Poznań
- Oborniki
- Obrzycko
- Wronki
- Sieraków
- Międzychód
- Skwierzyna
- Gorzów Wielkopolski
- Kostrzyn nad Odrą

## Afluenți de dreapta
- Widawka
- Ner
- Wełna
- Noteć

## Afluenți de stânga
- Liswarta
- Prosna
- Obra
- Postomia